# Hochfeld (Gemeinde Straßwalchen)
Hochfeld ist ein kleiner Ort und eine Gegend im Vöcklatal am Rand der Salzkammergut-Berge in der Grenzregion Salzburg zu Oberösterreich wie auch Ortschaft der Gemeinde Straßwalchen im Bezirk Salzburg-Umgebung.

## Geographie
Die Gegend befindet sich in der Pfortenlandschaft am Nordrand der Alpen zwischen den Mondseer Flyschbergen der Salzkammergut-Berge und dem nördlich liegenden Hausruck-und-Kobernaußerwald-Zug des Alpenvorlands, und damit dem Salzburger Seengebiet und dem Vöckla–Ager-Tal. Sie bildet die an der Nordabdachung des Kogler Bergs (819 m ü. A.) gelegene Passlandschaft zwischen dem Mattigtal nordwestlich, zu dem das Straßwalchener Gebiet als Ausläufer gehört, dem Vöcklatal östlich, und dem Zellersee- (oder Irrsee-)Gebiet als Teil des Salzkammerguts südlich.
Das Dorf Hochfeld liegt dort auf um die 670 m ü. A. Höhe, 6 Kilometer südöstlich von Straßwalchen und 7 Kilometer westlich von Frankenmarkt und ebenso weit nordwestlich von Zell am Moos. Es befindet sich wenige hundert Meter östlich der Wasserscheide zwischen Mattig und Vöckla, und damit Inn und Traun, am Beginn des Riedels, der sich zwischen Reitzingbach–Nössenbach bei Hüttenedt und dem Einzugsgebiet des Eisbachs um Winkl und das Langholz hinunter nach Schwaigern an der Vöckla zieht.
Das Dorf hat knapp 15 Gebäude mit etwa 40 Einwohnern, einschließlich des Weilers Moosleiten (3 Gebäude) gleich oberhalb. Ein Gebäude liegt jenseits der Katastralgemeindegrenze Irrsdorf zu Bruckmoos und hat eine Winkler Adresse.
| Schwandt              |                                             | Winkl    |
| Stangling             | Kompassrose, die auf Nachbargemeinden zeigt |          |
| Moosleiten Winzerroid |                                             | Reitzing |

## Geschichte und Infrastruktur

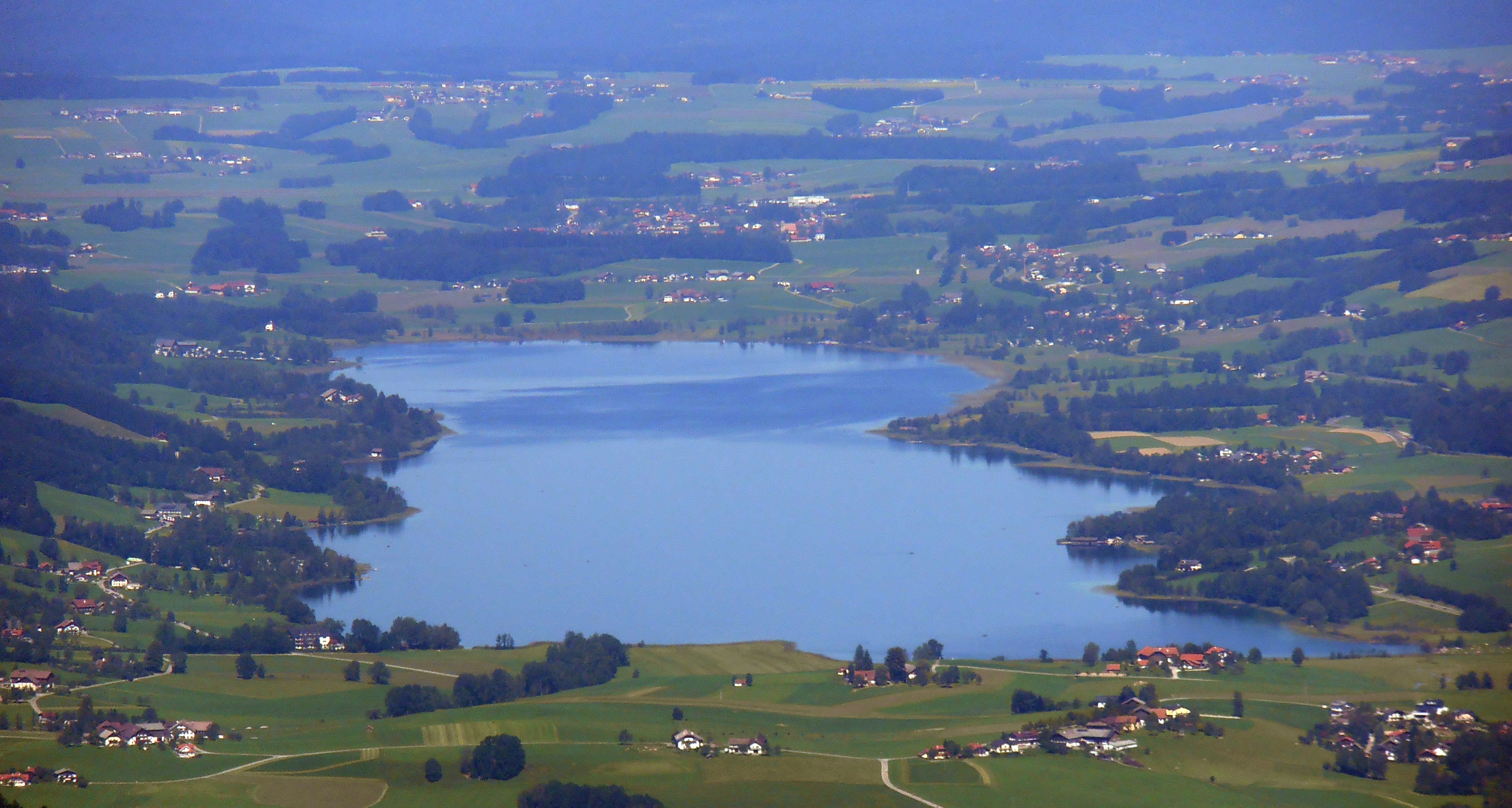
Blick vom Schober über den Irrsee, dahinter der Rücken Watzlberg–Hochfeld, die alte Endmoräne des Irrseegletschers (das dunkle am oberen Bildrand sind die Waldungen des Kobernaußerwaldes)

Hochfeld nannte man ursprünglich eigentlich die ganze Gegend, hier befand sich das ab 1390/98 fürsterzbischöflich-Salzburgische Landgericht am Hochfeld (Höchfeld) mit Sitz in Straßwalchen (Pfleghaus, zwischen 1420 und 1644 lag der Gerichtsstand bei Mattsee). Es war für die Grenzangelegenheiten mit Österreich zuständig, bis 1779, bevor der Innkreis an Habsburg kam, auch für die baierischen.
Die Ortslage erscheint schon 1667 auf einer Karte, G.M.Vischer gibt hier Hehenfeld, südlich Waitznroit (wohl Winzerroid) und nördlich Perntal (ein abgekommenes Gehöft bei Eingarten, direkt bei der Eisenbahn), und als Flurname Dämling, zum Gehöft Damling (Stockham 17, Damlinger Feld hießen die Gründe hier bis in das 20. Jahrhundert). Die Vischerkarte verortete unterhalb die fons Vogglæ (‚Quelle der Vöckla‘), wohl am Eisbach.
In den 1830ern stand am Hochfeld nur ein einziges Haus, Hödhäusl genannt (Stockham 64), oberhalb das Gehöft Moosleitner (Stockham 44) und nördlich der Schaber, der schon zu Winkl gehört (Winkl 16). Der unterhalb liegende Hochfeldler (Winkl 6) wird erst in den 1870ern verzeichnet.
1892 (Einweihung 26. April 1893) wurde dann hier die Volksschule Hochfeld erbaut. Sie entstand in Eigeninitiative örtlicher Bauern, weil der Schulweg für die Hochfelder und noch mehr die Hüttenedter (Hager) Kinder nach Irrsdorf mehrere Stunden dauerte. Das Schulhaus wurde 1969 neu errichtet.
Die Straße von der B154 Mondsee Straße Irrsdorf zur L1281 Vöcklatalstraße (Mondsee – Frankenmarkt) bei Hüttenedt ist heute die L265 Hüttenedter Landesstraße als lokal wichtige Verbindungsstraße.
Hochfeld hat zusammen mit Hüttenedt eine Freiwillige Feuerwehr, den Löschzug Hager-Hochfeld der FF Straßwalchen.

## Nachweise
- 50335 – Straßwalchen. Gemeindedaten der Statistik Austria

1. 1 2  Angabe der Ortschaft nach SAGIS, Thema Grenzen → Ortschaftsgrenzen.
2. ↑  Georg Matthäus Vischer: Archiducatus Austriae Superioris Geographica Descriptio facta Anno 1667; analog auch Nicolas Visscher: Austriae Archiducatus Pars Superior. 1702 ff (beide Karten als Layer online bei DORIS, Erste Landesaufnahmen; wegen der Projektionsverzerrung Beschriftung dort 1667 an der Position von Watzlberg resp. 1702 auf Mittererb bei Friedburg; Stand 10/2014).
3. 1 2 3  Volksschule Hochfeld (vs-hochfeld.salzburg.at); dort insb. Die Geschichte der Volksschule Hochfeld, abgerufen am 19. Oktober 2014.
4. ↑  Franziszäischer Kataster 1817–1861 (Layer online bei SAGIS).
5. ↑  Dritte (Franzisco-Josephinische) Landesaufnahme, um 1877  (Layer online bei DORIS, Erste Landesaufnahmen).
6. ↑  Hüttenedter Landesstraße. In: Salzburger Nachrichten: Salzburgwiki.  (mit Fotos).
7. ↑  Löschzug Hager-Hochfeld, feuerwehr-strasswalchen.at